# Дриева
Дриева (сербохорв. Drijeva) — торговое поселение (торг) в средневековой Боснии.
Располагалось в нижнем течении реки Неретвы, в районе современного села Габелы. Известно с 1188 года, в 1448 году сожжено турками.

## История

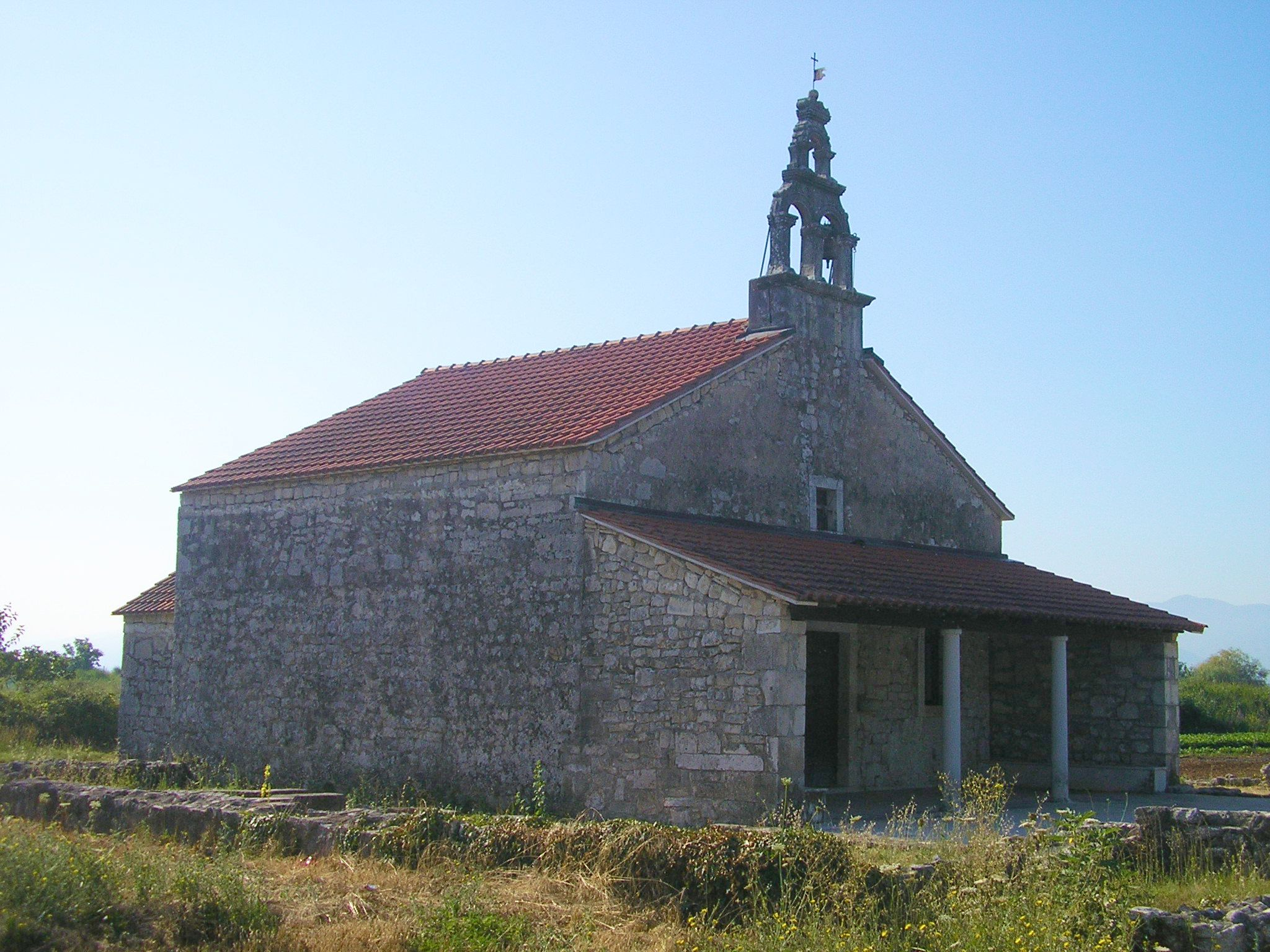
Церковь св. Вита в селе Вид

В античное время в районе средневекового Дриева существовал город Нарона. В письменных источниках Дубровника Дриева фигурирует под названием лат. Narenti, forum Narenti, mercatum. Первое упоминание относится к 1186 году, когда сербский жупан Стефан Неманя предоставил дубровчанам свободу торговли на торге Дриева. Около 1280 года торгом владел Джордже, сын князя Андрия. В начале XIV века Дриева находился под властью сербов. Дубровчане, торговавшие в Дриеве, ежегодно платили за аренду до шести тысяч дукатов (1356). При боснийском бане Степане Котроманиче торг вместе с долиной Неретвы вошёл в состав Боснийского государства. С 1357 по 1382 год торг входил во владения венгерского короля Людовика I. С 1404 года Дриевом владел боснийский воевода Хрвое Вукчич, с 1410 года — Сандаль Хранич, с 1435 года — герцог Степан Вукчич, после чего — боснийский король Степан Томаш. Сюда по долине Неретвы попадал товар из Боснии, в том числе соль, продукты животноводства и изделия из металлов. Здесь располагался и знаменитый рынок боснийских рабов, известный с XI века. Так, в 1080 году в Дриеве был продан раб по имени Марко, сын Радослава из Неретвы. На торге находилось здание таможни, склады соли. Церковь святого Вита в Дриеве впервые упоминается в 1405 году (лат. san Vido, Sancto Vido in Narente). Посетивший эти края в 1668 и 1670 годах епископ Лишнич сообщает о том, что церковь святого Вита каменная и находится в разрушенном состоянии. В настоящее время у села Вид, которое находится на территории Хорватии (в 4 км от места античного города Нароны), имеется церковь святого Вита, построенная на месте средневековой церкви. В Дриеве имелась и менее популярная церковь святой Марии, которая упоминается в 1434 и 1443 годах. В 1448 году турки сожгли торг Дриева. В 1452 году венецианцами было основано новое поселение на противоположном берегу Неретвы. Первым, кто указал на современное село Габелу как место расположения средневекового Дриева, был К. Иречек. В прошлом русло реки Неретвы находилось немного западнее.